# Kimaru Songok
Kimaru Songok (ur. w 1936 w dystrykcie Nandi) – kenijski lekkoatleta, płotkarz, dwukrotny olimpijczyk.

## Kariera sportowa
Zdobył srebrny medal w biegu na 440 jardów przez płotki na igrzyskach Imperium Brytyjskiego i Wspólnoty Brytyjskiej w 1962 w Perth, przegrywając jedynie z Kenem Roche z Australii, a wyprzedzając Bensona  Ishiepai z Ugandy. Na tych samych igrzyskach zajął 5. miejsce w sztafecie 4 × 440 jardów i odpadł w półfinale biegu na 440 jardów. Odpadł w eliminacjach biegu na 400 metrów przez płotki na igrzyskach olimpijskich w 1964 w Tokio.
Zwyciężył w biegu na 400 metrów przez płotki na igrzyskach afrykańskich w 1965 w Brazzaville. Odpadł w eliminacjach biegów na 120 jardów przez płotki i na 440 jardów przez płotki na igrzyskach Imperium Brytyjskiego i Wspólnoty Brytyjskiej w 1966 w Kingston oraz biegu na 110 metrów przez płotki i biegu na 400 metrów przez płotki na igrzyskach olimpijskich w 1968 w Meksyku.
Zwyciężył w mistrzostwach Afryki Wschodniej w biegu na 440 jardów przez płotki w 1961 w Nakuru oraz w biegach na 120 jardów przez płotki na 440 jardów przez płotki w 1968 w Dar es Salaam.

## Rekordy życiowe
Rekordy życiowe Kimaru Songoka:
- bieg na 110 metrów przez płotki – 14,76 s (16 października 1968, Meksyk)
- bieg na 400 metrów przez płotki – 50,66 s (13 października 1968, Meksyk)